# Славно
Славно (пољ. Sławno) је град у Пољској у Војводству Западно Поморје у Повјату славенском. Према попису становништва из 2011. у граду је живело 13.163 становника.

## Становништво
Према прелиминарним подацима са пописа, у граду је 2011. живело 13.163 становника.
| 2002.  | 2011.  | 2012.  |
| ------ | ------ | ------ |
| 13.467 | 13.163 | 12.992 |

## Партнерски градови
- Рибниц-Дамгартен
- Ринтелн
- Тренто